# صمام لفائفي أعوري
الصمام اللفائفي الأعوري (بالإنجليزية: Ileocecal valve)‏ هو عضلة عاصرة تفصل بين الأمعاء الدقيقة والأمعاء الغليظة، وتتمثّل مهمته الأساسية بالحد من ارتداد محتوى القولون إلى اللفائفي.
يعتبر الصمام اللفائفي الأعوري مميز لأنه الموقع الوحيد في الجهاز الهضمي الذي يتم به امتصاص فيتامين بي 12 والحمض الصفراوي (عُصارة المرارة). يدخل القولون عبر الصمام اللفائفي الأعوري ما يقارب اللترين من السوائل بشكل يومي.

## معرض صور

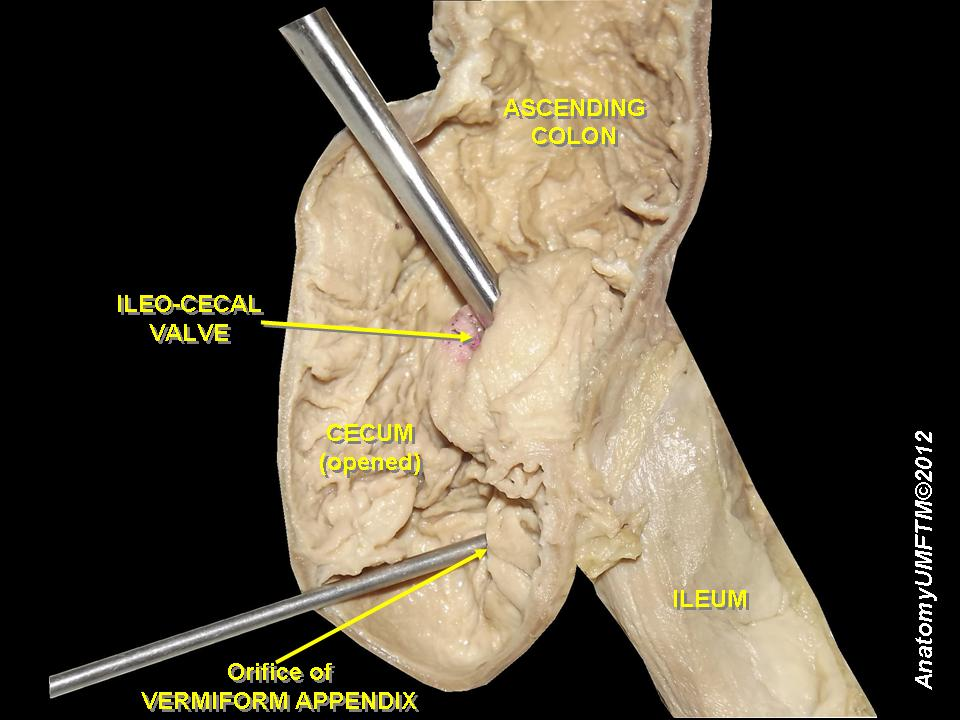
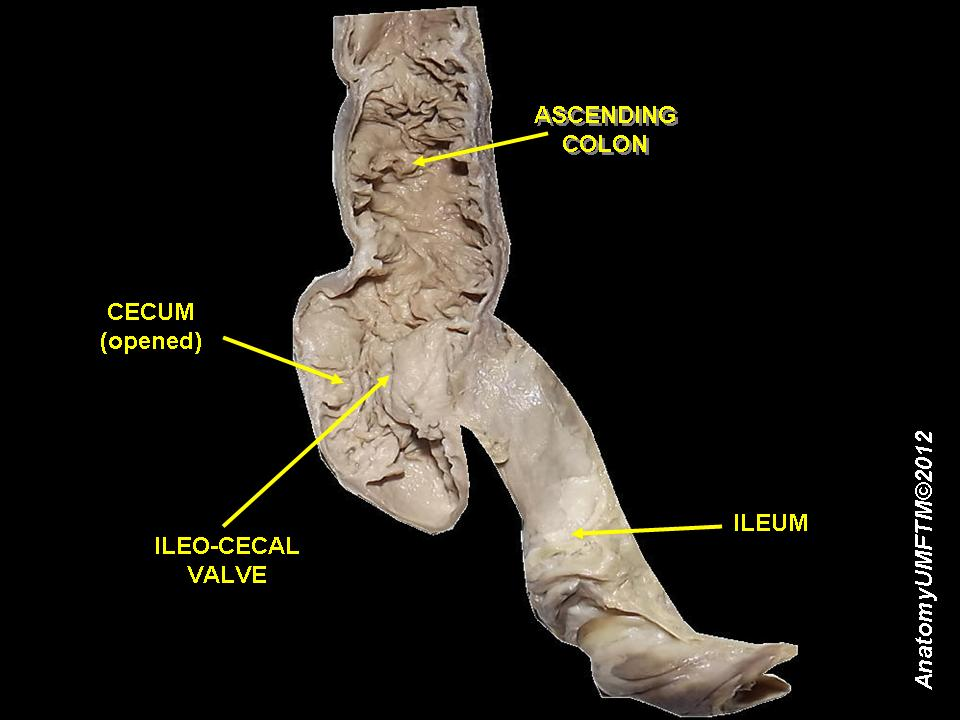
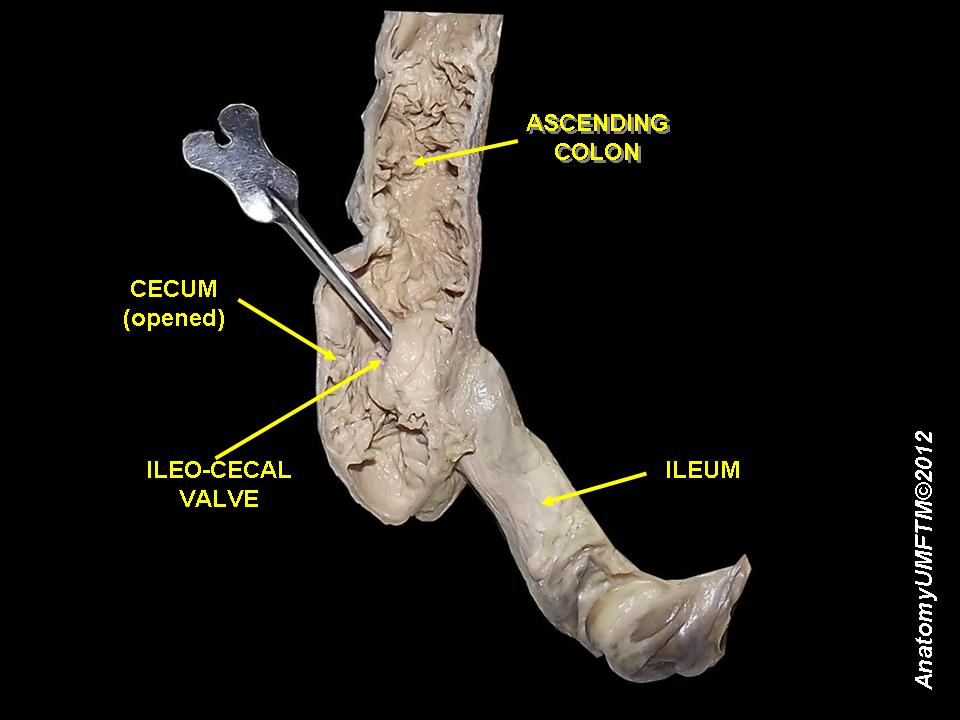
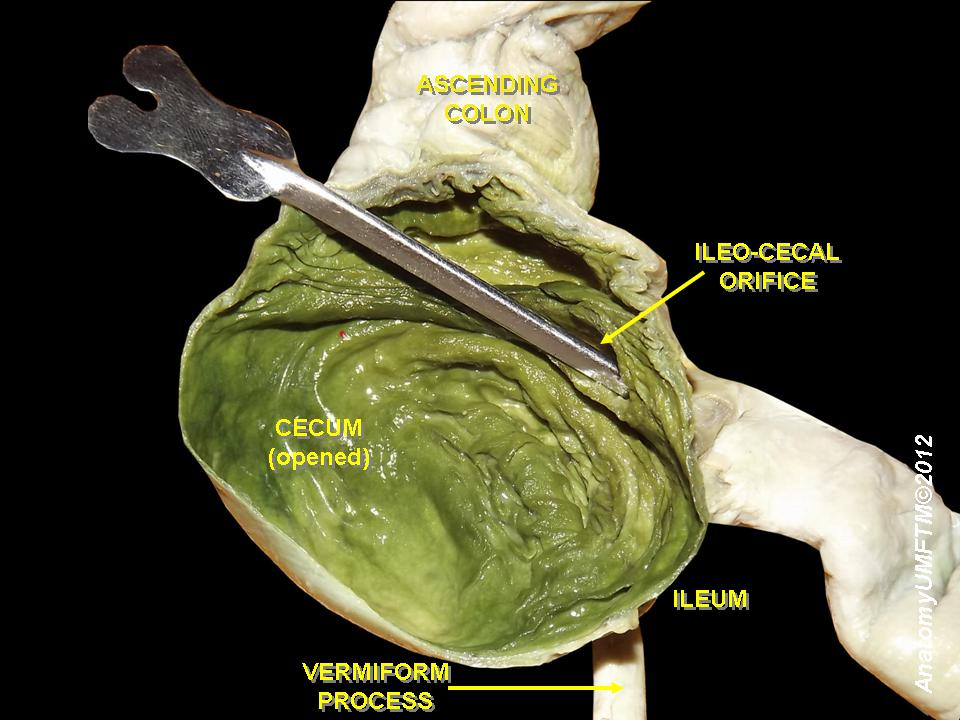